# Obereopsis darjeelingensis
Obereopsis darjeelingensis là một loài bọ cánh cứng trong họ Cerambycidae.